# Superligaen 1995-1996
La Superligaen 1995-1996 è stata la 83ª edizione della massima serie del campionato di calcio danese e 6ª come Superligaen, disputata tra il 30 luglio 1995 e il 27 maggio 1996 e conclusa con la vittoria del Brøndby, al suo sesto titolo.
La formula del torneo prevedeva che tutte le squadre si incontrassero tra di loro per tre volte.
Il capocannoniere del torneo è stato Thomas Thorninger dell'AGF con 20 reti.

## Classifica finale
|    | Classifica    | G  | V  | N  | P  | GF | GS | DR  | Pti |
| -- | ------------- | -- | -- | -- | -- | -- | -- | --- | --- |
| 1  | Brøndby       | 33 | 20 | 7  | 6  | 71 | 32 | +39 | 67  |
| 2  | AGF           | 33 | 18 | 12 | 3  | 61 | 28 | +33 | 66  |
| 3  | Odense        | 33 | 17 | 9  | 7  | 57 | 33 | +24 | 60  |
| 4  | Lyngby        | 33 | 14 | 11 | 8  | 61 | 35 | +26 | 53  |
| 5  | Aalborg       | 33 | 15 | 5  | 12 | 57 | 38 | +19 | 51  |
| 6  | Silkeborg     | 33 | 14 | 7  | 12 | 44 | 42 | +2  | 49  |
| 7  | FC København  | 33 | 13 | 9  | 11 | 48 | 49 | -1  | 48  |
| 8  | Viborg FF (*) | 33 | 9  | 11 | 13 | 48 | 67 | -19 | 38  |
| 9  | Vejle (*)     | 33 | 8  | 9  | 16 | 34 | 50 | -16 | 33  |
| 10 | Herfølge (*)  | 33 | 6  | 9  | 18 | 41 | 62 | -21 | 27  |
| 11 | Ikast FS (*)  | 33 | 5  | 10 | 18 | 28 | 63 | -35 | 25  |
| 12 | Næstved       | 33 | 5  | 8  | 20 | 29 | 80 | -51 | 23  |

(*) Squadre neopromosse

## Verdetti
- Brøndby Campione di Danimarca 1995/96.
- Brøndby ammesso al turno preliminare della UEFA Champions League 1996-1997.
- Odense e Lyngby ammesse al secondo turno preliminare della Coppa UEFA 1996-1997
- Aalborg, Silkeborg e FC København ammesse alla Coppa Intertoto 1996
- Ikast fS e Næstved IF retrocesse.